# Neoempheria puncticoxa
Neoempheria puncticoxa är en tvåvingeart som beskrevs av Edwards 1940. Neoempheria puncticoxa ingår i släktet Neoempheria och familjen svampmyggor. Inga underarter finns listade i Catalogue of Life.